# Kazimierz Opoczyński

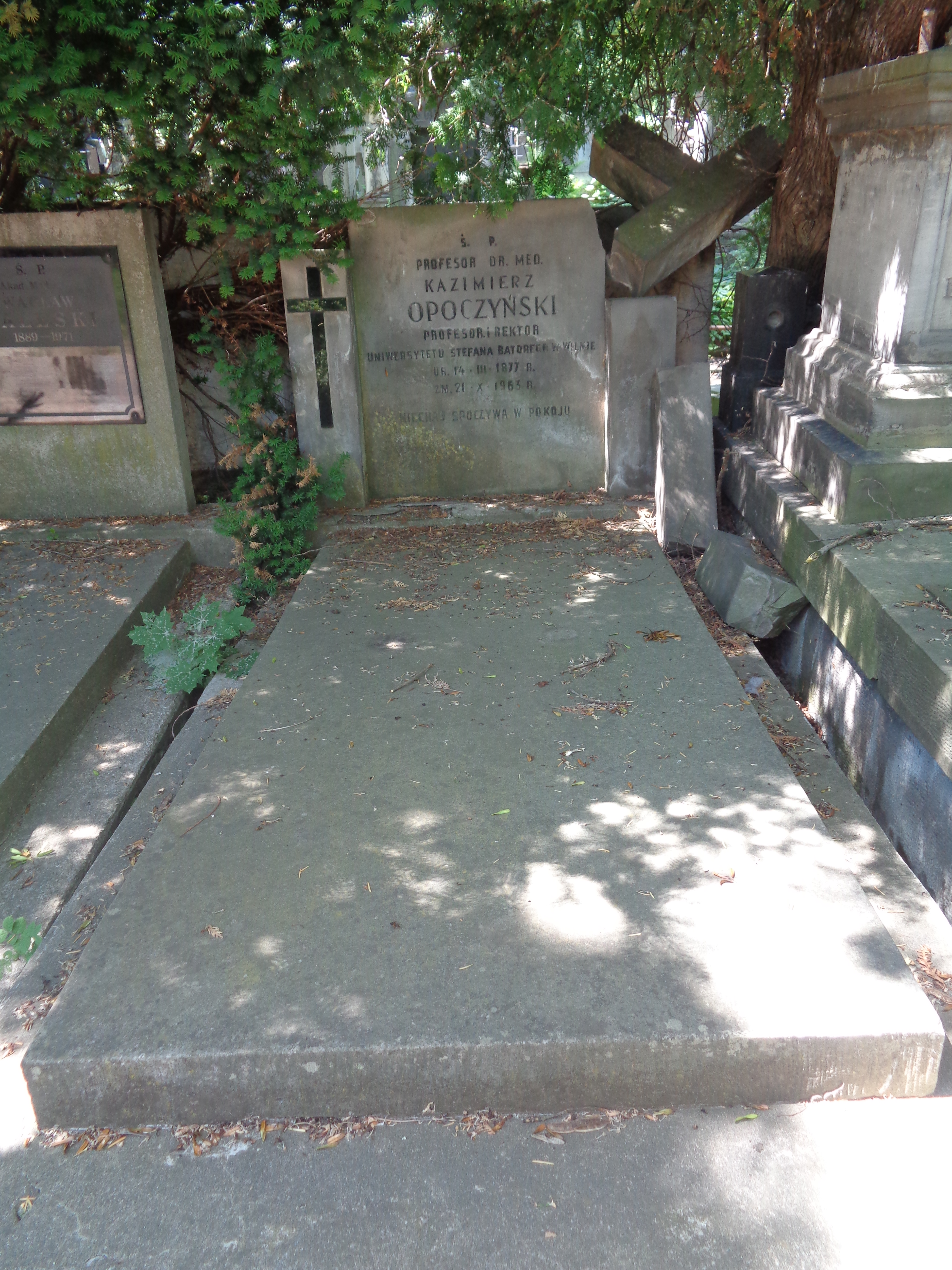
Grób Kazimierza Opoczyńskigo na cmentarzu Powązkowskim

Kazimierz Opoczyński (ur. 14 marca 1877 w Syczówce k. Humania; zm. 21 października 1963 w Warszawie) – polski profesor anatomii patologicznej.

## Życiorys
Wykładowca Uniwersytetu Stefana Batorego w latach 1922-1938; od 1932 do 1933 sprawował funkcję rektora USB. Na własną prośbę z dniem 30 września 1938 został przeniesiony w stan spoczynku.
Od 1945 roku był członkiem korespondencyjnym Polskiej Akademii Umiejętności.
Z małżeństwa z Jadwigą z Krąkowskich pochodziła córka – Zofia Sembratowa.
Pochowany na cmentarzu Powązkowskim w Warszawie (kwatera 177-1-26).